# Hethersett
Hethersett – wieś w Anglii, w hrabstwie Norfolk, w dystrykcie South Norfolk. Leży 9 km na południowy zachód od Norwich i 151 km na północny wschód od Londynu.
Miejscowość liczy 5441 mieszkańców.